# Splot okoliczności
Splot okoliczności (oryg. „The Sign of the Triple Distelfink”) – komiks Dona Rosy, opublikowany po raz pierwszy w 1998 roku. W Polsce wydany w styczniu 2010 r., w „Kaczorze Donaldzie” 03/2010.

## Fabuła
Rodzina Gogusia organizuje dla niego przyjęcie urodzinowe. Daisy i Donald wybierają się do domu solenizanta, by osobiście go na nie zaprosić. Nie wiedzą o tym, że dzień urodzin Gogusia jest jedynym w roku, w którym niezwykły szczęściarz ma równie niezwykłego pecha.
Goguś, widząc dobijających się do jego domu krewnych, przypomina sobie, jak spadła na niego ta klątwa: w wieku 7 lat, w czasie przyjęcia urodzinowego swojego i swojej matki (odbywającego się na farmie Babci Kaczki), został (za sprawą Donalda) trafiony piorunem w pobliżu znaku symbolizującego nieszczęście, namalowanego na stodole za czasów jego dziadka.
Kwabotyn postanawia uciec z miasta, by jego sekret nie wyszedł na jaw, ale jakiegokolwiek nie wybierał środka transportu, zawsze ostatecznie lądował w pobliżu farmy Babci Kaczki. Wreszcie zdecydował się wyjawić swoją tajemnicę krewnym.
Babcia Kaczka przypomniała sobie, że to, co przeżył Goguś w pobliżu znaku symbolizującego pecha, w zadziwiający sposób łączy się z życiem jego matki. W czasie, gdy Babcia Kaczka była w ciąży z Dafni, w okolicy pojawił się wędrowny malarz, który na nowej stodole Kaczorów dwukrotnie namalował stylizowane trzy szczygły (tytułowy Triple Distelfink to częsty motyw w sztuce Niemców pensylwańskich): z przodu stodoły prawidłowo (jako znak przynoszący szczęście), a z tyłu „do góry nogami” (jako znak przynoszący pecha). Zaraz po ich namalowaniu przyszła na świat matka Gogusia.
Nadciągająca nad farmę burza zwraca uwagę Donalda i Gogusia: obaj postanawiają znaleźć się w pobliżu „szczęśliwych szczygłów” i dać się trafić piorunowi. Ostatecznie udaje się to Gogusiowi, co zdejmuje z niego klątwę i przywraca mu pełnię szczęścia - ku uldze rodziny i złości Donalda.